# Klötzelleinen

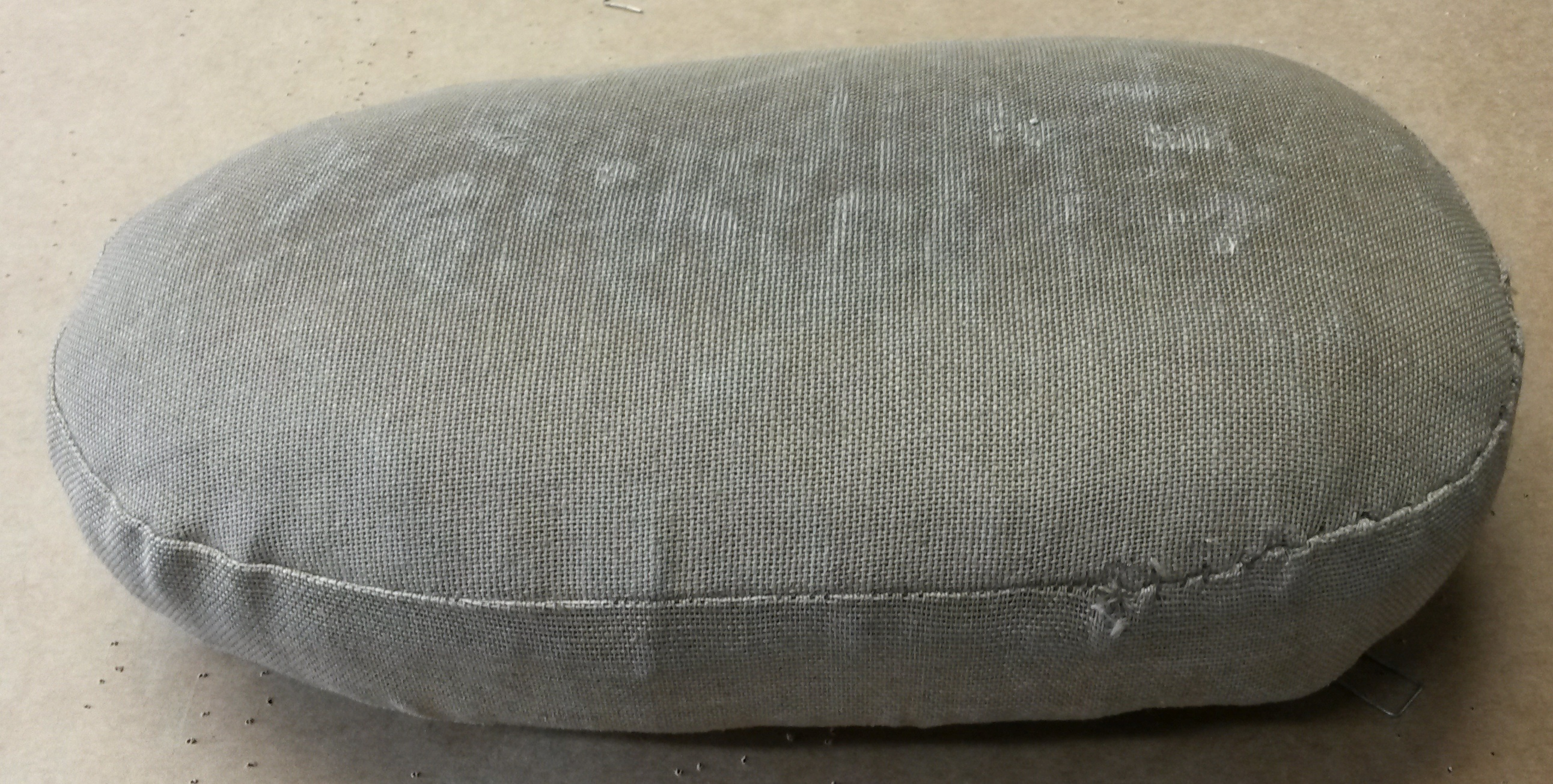
Bügelkissen, bezogen mit Klötzelleinen

Klötzelleinen ist ein grobes, leinwandbindiges Gewebe aus Leinenwerggarn. Es wird wesentlich als Einlagenstoff in textiler Kleidung genutzt. Dort wird es vor allem für Sakkos, Kostüme, Kleinteile, Mäntel und Bundversteifungen eingesetzt.
Klötzelleinen dient außerdem als Malerleinwand. Eine weitere typische Verwendung ist als Überzug von Schneider-Bügelkissen, die zum Beispiel zum Ausbügeln von Ärmelkugeln gebraucht werden. Auch für die Unterfütterung von Fellvorlegern wurde in der Vergangenheit hauptsächlich reinleinenes Klötzelleinen verwendet, meist umrandet von einem gezackten, überstehenden Filzrand.
Früher war Klötzelleinen ein klassisches Gewebe für Anstaltskleidung (englisch: unbleached and unfinished calendered linen - ungebleichtes und nicht ausgerüstetes kalandertes Leinen) mit genormter Einstellung der Kett- und Schussfäden (zum Beispiel 16 × 16 Fäden pro Zentimeter, Nm 12 × 12 in Kette und Schuss). Daneben wurde es aus grobem Leinen als Futter- und Einlagestoff gewebt (12 × 12 Fd/cm, Nm 14 × 14, je nach Dichte bis Nm 23). Üblicherweise wird es natur-bastfarbig gehandelt.